# 莫斯科帝国大学
帝国莫斯科大学（俄语：Императорский Московский университет），俄罗斯帝国历史最悠久的大学，1917年革命后更名为莫斯科大学。
帝国莫斯科大学是俄罗斯第一所古典大学。罗蒙诺索夫（M.V. Lomonosov）与开明贵族I.I.Shuvalov的合作，于1754年6月至7月编写草案，并由参议院批准。